# Doppia sentenza (serie televisiva 1969)
Doppia sentenza (Softly Softly: Task Force) è una serie televisiva britannica in 149 episodi trasmessi per la prima volta nel corso di 8 stagioni dal 1969 al 1976 dalla rete britannica BBC One.
La serie è la prosecuzione dell'originaria Softly Softly (pubblicata in Italia con il medesimo titolo di Doppia sentenza), con gli stessi personaggi ma un'ambientazione diversa; il cambio tra le due serie venne fatto coincidere con il passaggio di BBC One dalle trasmissioni in bianco e nero a quelle in colore. Come la serie precedente, anche questa è uno spin-off della serie televisiva Z Cars (1962-1978, 799 episodi).

## Distribuzione
La serie fu trasmessa nel Regno Unito dal 20 novembre 1969 al 15 dicembre 1976 sulla rete televisiva BBC One. In Italia è stata trasmessa con il titolo Doppia sentenza.

## Episodi
| Stagione         | Episodi | Prima TV UK |
| ---------------- | ------- | ----------- |
| Prima stagione   | 16      | 1969-1970   |
| Seconda stagione | 26      | 1970-1971   |
| Terza stagione   | 26      | 1971-1972   |
| Quarta stagione  | 20      | 1972-1973   |
| Quinta stagione  | 18      | 1973-1974   |
| Sesta stagione   | 13      | 1974        |
| Settima stagione | 15      | 1975        |
| Ottava stagione  | 15      | 1976        |